# Nelson Piquet

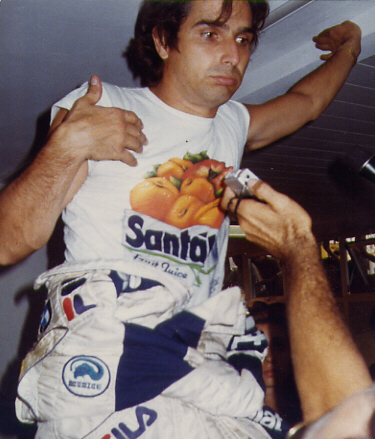
Nelson Piquet (Monza 1983)

Nelson Piquet Souto Maior, vl. jménem Nelson Soutomaior, (* 17. srpna 1952 Rio de Janeiro, Brazílie) je brazilský automobilový závodník, bývalý jezdec Formule 1, trojnásobný mistr světa z roku 1981, 1983, 1987.
Příjmení Piquet, rodné jméno své matky, používal proto, aby nebyl spojován se svým otcem, který byl ministrem zdravotnictví a přál si, aby Nelson byl tenistou. Je trojnásobným mistrem světa Formule 1. V paddocku se o něm hodně mluvilo během jeho angažmá u Williamsu kvůli jeho bouřlivým vztahům s Nigelem Mansellem.
Jeho dcera, Kelly Piquet, žije s pilotem F1 Maxem Verstappenem.

## Kariéra ve formuli 1
| Rok  | Stáj     | Umístění     | Body      |
| ---- | -------- | ------------ | --------- |
| 1978 | Ensign   | neumístil se | 0 bodů    |
| 1979 | Brabham  | 15. místo    | 3 body    |
| 1980 | Brabham  | 2. místo     | 54 bodů   |
| 1981 | Brabham  | Mistr světa  | 50 bodů   |
| 1982 | Brabham  | 11. místo    | 20 bodů   |
| 1983 | Brabham  | Mistr světa  | 59 bodů   |
| 1984 | Brabham  | 5. místo     | 29 bodů   |
| 1985 | Brabham  | 8. místo     | 21 bodů   |
| 1986 | Williams | 3. místo     | 69 bodů   |
| 1987 | Williams | Mistr světa  | 73 bodů   |
| 1988 | Lotus    | 6. místo     | 22 bodů   |
| 1989 | Lotus    | 12. místo    | 12 bodů   |
| 1990 | Benetton | 3. místo     | 43 bodů   |
| 1991 | Benetton | 6. místo     | 26,5 bodu |